# Xuchang
Xuchang (chiń. 许昌; pinyin Xǔchāng) – miasto o statusie prefektury miejskiej we wschodnich Chinach, w prowincji Henan. W 2010 roku liczba mieszkańców miasta wynosiła 557 220. Prefektura miejska w 1999 roku liczyła 4 373 046 mieszkańców.